# آکیشیگه کاندا
آکیشیگه کاندا (انگلیسی: Akishige Kaneda؛ زادهٔ ۲۶ فوریهٔ ۱۹۹۰) بازیکن فوتبال اهل ژاپن است.
از باشگاه‌هایی که در آن بازی کرده‌است می‌توان به باشگاه فوتبال آویسپا فوکوئوکا اشاره کرد.